# Umirim
Umirim là một đô thị thuộc bang Ceará, Brasil. Đô thị này có diện tích 326,496 km², dân số năm 2007 là 18003 người, mật độ 55,14 người/km².